# Macrophthalmothrips argus
Macrophthalmothrips argus är en insektsart som först beskrevs av Heinrich Hugo Karny 1920.  Macrophthalmothrips argus ingår i släktet Macrophthalmothrips och familjen rörtripsar. Inga underarter finns listade i Catalogue of Life.